# Ulica Tarnogórska w Gliwicach
Ulica Tarnogórska w Gliwicach – jedna z głównych arterii komunikacyjnych Gliwic. Biegnie od centrum miasta w kierunku północno-wschodnim przez dzielnice Zatorze oraz Żerniki, tworzy również zachodnie granice dzielnic Szobiszowice i Obrońców Pokoju. Część drogi krajowej nr 78.

## Nazwa
Ulica wzięła swoją nazwę od miasta Tarnowskie Góry, w kierunku którego prowadzi. Jest ona częścią drogi łączącej oba miasta od niepamiętnych czasów, przebiegającej również przez Szałszę, Czekanów i Wieszowę w gminie Zbrosławice, należące do Zabrza Grzybowice oraz bytomską dzielnicę Górniki. Do czasu włączenia Gliwic w granice Polski w 1945 roku, ulica nosiła nazwę Tarnowitzer Landstraße.

## Przebieg
Ulica Tarnogórska rozpoczyna się na skrzyżowaniu z ulicami Romualda Traugutta i Piwną w pobliżu administracyjnej granicy Zatorza ze Śródmieściem na południe od Centrum Handlowego Forum. Początkowo biegnie na północny zachód, by po około 200 metrach skręcić o 90 stopni i przyjąć ostatecznie kierunek północno-wschodni. Po około 500 metrach, na skrzyżowaniu z ulicami Opolską i Świętojańską, staje się częścią drogi krajowej nr 78. Po dwóch kilometrach krzyżuje się bezkolizyjnie z aleją Jana Nowaka-Jeziorańskiego (drogą krajową nr 88). Kończy swój bieg po 4 kilometrach, na granicy Gliwic z gminą Zbrosławice. W latach 1985 – 2000 pokrywała się z przebiegiem drogi krajowej nr 908.

## Budynki

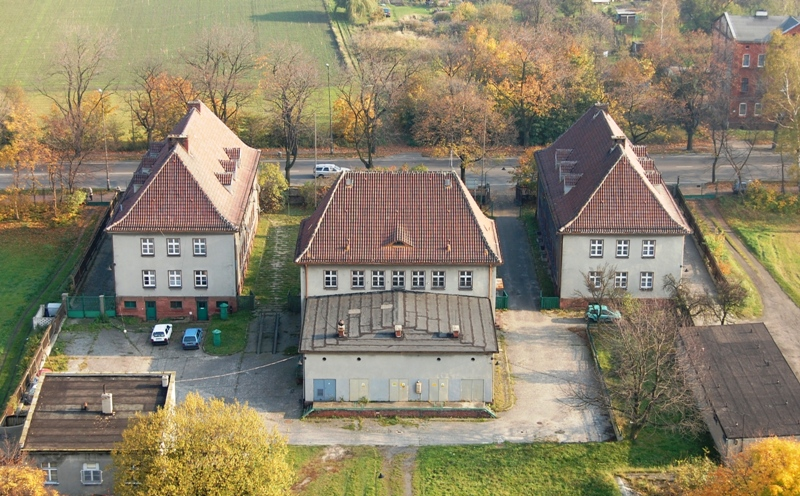
Budynki wchodzące w skład zabudowań radiostacji oraz ulica Tarnogórska widziane z masztu

Przy ulicy Tarnogórskiej znajdują się następujące obiekty uznane za zabytkowe (wpisem do rejestru zabytków lub gminnej ewidencji zabytków miasta Gliwice):
- kompleks zabudowań dawnej radiostacji z lat 1934–1936 – wpisany do rejestru zabytków (nr rej. A/694/64 z 7.02.1964 i 8.10.2012[6]) oraz na listę pomników historii, obejmujący dwa budynki mieszkalne, budynek techniczny radiostacji oraz drewniany maszt radiostacji z nieimpregnowanego drewna modrzewiowego – ul. Tarnogórska 127-129-131,
- budynek szkoły z 1898 roku – ul. Tarnogórska 59[8][10],
- dwie kapliczki ujęte w gminnej ewidencji zabytków[9]: kapliczka u zbiegu ulic Tarnogórskiej i Karola Olszewskiego oraz kapliczka w ogrodzeniu posesji przy ul. Tarnogórskiej 99.

Ponadto przy ulicy znajduje się również Przedszkole Miejskie nr 7 (ul. Tarnogórska 107).

## Komunikacja
Według stanu z grudnia 2022 ulicą Tarnogórską kursują autobusy Zarządu Transportu Metropolitalnego na liniach:
- M14 (Gliwice Centrum Przesiadkowe – Tarnowskie Góry Dworzec – Pyrzowice Port Lotniczy (Katowice Airport) – Siedliska Cargo),
- M104 (Żerniki Osiedle – Stanica Kościół),
- 57 (Brzezinka Wałbrzyska – Gliwice Centrum Przesiadkowe – (Helenka ELZAB) – Miechowice Pętla),
- 59 (Żerniki Osiedle – Gliwice Centrum Przesiadkowe – Żernica Pętla),
- 80 (Tarnowskie Góry Dworzec – Zbrosławice Kościół – Gliwice Centrum Przesiadkowe),
- 112 (Tarnowskie Góry Dworzec – Grzybowice Witosa – Gliwice Centrum Przesiadkowe),
- 187 i 287 (Gliwice Centrum Przesiadkowe – Osiedle Obrońców Pokoju – Gliwice Centrum Przesiadkowe),
- 288 (Przezchlebie Pętla – Gliwice Centrum Przesiadkowe),
- 693 (Stare Łabędy Einsteina – Żerniki Osiedle),
- 702 (Sośnica Osiedle Żeromskiego – Gliwice Centrum Przesiadkowe – Żerniki Graniczna Pętla).

Przy ulicy Tarnogórskiej zlokalizowane są przystanki autobusowe Gliwice Tarnogórska, Gliwice Michałowskiego, Gliwice Radiostacja, Gliwice Zamenhofa, Żerniki Olszewskiego oraz Żerniki Rogozińskiego.